# 福禄岌民居群
福禄岌民居群位于广东省梅州市梅江区三角镇泮坑村福禄岌，由镇东楼、竹林居、崇本楼、州司马第、本立居、季立居等6座建于清末与民国初期不同风格的客家传统民居组成。民居建筑分布面积26919平方米，总占地面积11204平方米，总建筑面积13687平方米，多由海外华侨熊氏后裔回乡筹资兴建，建筑形式以围龙屋、杠式屋、堂横屋为主。2010年5月19日成为第六批广东省文物保护单位。